# A Good Day to Die Hard
A Good Day to Die Hard és la cinquena pel·lícula de la saga Die Hard. És protagonitzada per Bruce Willis i Jai Courtney, i fou estrenada el 2013.

## Argument
El detectiu John McClane (Bruce Willis) descobreix que el seu fill Jack (Jai Courtney), amb qui no parla des de fa anys, ha estat detingut a Rússia per assassinat. Per això decideix viatjar a aquest país a veure com pot ajudar-lo. Un cop arribat, en John McClane s'unirà al seu fill en una missió de la CIA que consisteix a mantenir viu un presoner polític que un poderós home de negocis vol veure mort.

## Producció

### Pre-producció
La producció fou formalment anunciada el 2010, amb Skip Woods, l'escriptor d'X-Men Origins: Wolvernie i The A-Team, confirmat com el guionista. Noam Murro fou originàriament afegit per dirigir la pel·lícula, però deixà la producció per dirigir la preqüela de 300: Rise of an Empire. John Moore fou posteriorment contractat per a aquest càrrec.
La pel·lícula s'anomenà al començament Die Hard 24/7. La premsa especulà que la pel·lícula seria un crossover entre Die Hard i la sèrie 24, amb Kiefer Sutherland per reprendre el seu paper com Jack Bauer juntament amb John McClane. Això mai no fou confirmat per l'estudi, i més endavant es revelà que el títol de la pel·lícula seria A Good Day to Die Hard.

### Càsting
Bruce Willis tornà amb el seu paper de John McClane. En fer les audicions per al paper de Jack McClane, l'estudi considerà diversos actors, incloent-hi Liam Hemsworth i James Badge Dale, abans de finalment decidir-se per l'actor australià Jai Courtney. Mary-Elizabeth Winstead també aparegué a la pel·lícula repetint el seu paper de la filla de McClane, Lucy Gennaro-McClane.
Sebastian Koch caracteritzà el principal antagonista de la pel·lícula, Iuri Komarov, mentre que Yuliya Snigir i Cole Hauser aparegueren com els personatges secundaris de la Irina i en Collins respectivament. El repartiment es completà amb els actors Amaury Nolasco com l'amic de McClane, Pavel Lychnikoff com un taxista i Megalyn Echikunwoke, Anne Vyalitsyna i Ivan Kamaras amb papers més petits.